# あの・・こんなんやりますケド。
『あの･･こんなんやりますケド。』は、上地雄輔が「遊助」として行った初の全国ツアータイトル。また、2010年8月11日にこのライブを収録した初のライブDVDおよびBlu-ray Discが発売された。

## 概要
2010年2月11日から3月5日まで行われた、遊助の初めてとなる全国ツアー。全国5大都市で10公演を行った。
ライブのステージのイメージは宇宙船となっている。
3月5日のファイナルのみ「ライオン」（3月10日発売）が披露された。
また、追加公演として行われた、2月21日のZepp Sapporoと2月28日のZepp Fukuokaのみファンミーティングとして、ツアーとは別のセットリストで行われた。

### 日程
- 2月11日 Zepp Tokyo
- 2月12日 Zepp Tokyo※
- 2月15日 Zepp Tokyo※
- 2月17日 Zepp Nagoya
- 2月21日 Zepp Sapporo
- 2月23日 Zepp Nagoya※
- 2月27日 Zepp Osaka
- 2月28日 Zepp Fukuoka
- 3月2日 Zepp Osaka※
- 3月5日 Zepp Tokyo

※追加公演

## DVD
初の全国ツアー「あの・・こんなんやりますケド。」のファイナルZepp Tokyoの模様を収録。
2009年12月16日に発売された1枚目のアルバム『あの・・こんなんできましたケド。』の収録曲を中心に、新曲として披露された「ライオン」のライブ映像も収録され、また2月上旬から行われた事前リハーサルを中心に、膨大なメイキング映像の中から厳選されたシーンも収録している。全ての映像はフジテレビ系列『クイズ!ヘキサゴンII』制作チームのプロデュースによるものである。
また、特典映像としてDVDには2009年10月31日に国立代々木競技場第一体育館で行われた「ヘキサゴンファミリーコンサート2009」で披露された「いちょう」を、Blu-ray Discには、2008年10月4日に同所で行われた「ヘキサゴンファミリーコンサート」で披露された「ひまわり」のライブ映像を収録している（Blu-rayは1枚のみで、DVD盤は本編とメイキング編の2枚で販売）。

### 収録曲

#### ディスク1
1. U-sic
2. わんぱく野球バカ
3. 海賊船
4. ひまわり
5. 10年
6. 街
7. イジメ
8. いちょう
9. 羽
10. さくら物語
11. ライオン
12. 波乗り My Story

アンコール
1. たんぽぽ
2. 其の拳
3. みんなのうた

#### ディスク2 DVD版のみ付属
1. Making of 遊助Tour 裏側はこんなんでしたケド。
2. DVDボーナスライブ やっとみせますケド。
ヘキサゴンファミリーコンサート2009「いちょう」(2009年10月31日収録＠国立代々木競技場第一体育館)  
ヘキサゴンファミリーコンサート2009で披露された時の映像を収録。過去にこの映像が『クイズ!ヘキサゴンII』内で放送された。